# Synallaxe de Vilcabamba
Asthenes vilcabambae
Espèce
Synonymes
- Schizoeaca vilcabambae Vaurie, Weske & Terborgh, 1972 (protonyme)

Statut de conservation UICN

 LC  : Préoccupation mineure
Le Synallaxe de Vilcabamba (Asthenes vilcabambae) est une espèce d'oiseaux de la famille des Furnariidae.

## Répartition
Cet oiseau est endémique du Sud du Pérou.

## Taxinomie
Selon le Congrès ornithologique international et Alan P. Peterson il existe deux sous-espèces :
- Asthenes vilcabambae ayacuchensis (Vaurie, Weske & Terborgh, 1972), dans le nord de l'Ayacucho ;
- Asthenes vilcabambae vilcabambae (Vaurie, Weske & Terborgh, 1972), dans les monts Vilcabamba.